# Legacy of the Dark Lands
Legacy of the Dark Lands è un album orchestrale del gruppo tedesco Blind Guardian, annunciato nel luglio 2019 e uscito l'8 novembre dello stesso anno.
L'album è ispirato dal romanzo Die Dunklen Lande di Markus Heitz.
Il 6 settembre viene pubblicato sul profilo YouTube della Nuclear Blast il video del primo singolo, Point Of No Return. Il 4 ottobre viene pubblicato un vinile 7" contenente il brano This Storm, secondo singolo pubblicato.
L'uscita dell'album è accompagnata del videoclip del brano War Feeds War.

## Tracce
Testi e musiche di André Olbrich e Hansi Kürsch.
1. 1618 Ouverture – 2:36
2. The Gathering – 1:23
3. War Feeds War – 5:06
4. Comets and Prophecies – 1:13
5. Dark Cloud's Rising – 5:12
6. The Ritual – 0:53
7. In the Underworld – 5:51
8. A Secret Society – 0:26
9. The Great Ordeal – 4:56
10. Bez – 0:23
11. In the Red Dwarf's Tower – 7:04
12. Into the Battle – 0:27
13. Treason – 4:22
14. Between the Realms – 0:49
15. Point of No Return – 6:38
16. The White Horseman – 0:51
17. Nephilim – 5:07
18. Trial and Coronation – 0:27
19. Harvester of Souls – 7:18
20. Conquest is Over – 1:22
21. This Storm – 4:48
22. The Great Assault – 0:28
23. Beyond the Wall – 7:08
24. A New Beginning – 0:48